# Tang Jiali (calciatrice)
Tang Jiali (唐佳麗T, 汤加丽S, Tāng JiālìP; Shanghai, 16 marzo 1995) è una calciatrice cinese, centrocampista dello Shanghai Shengli e della nazionale cinese.

## Carriera

### Club
Tang gioca la prima parte della carriera nel campionato cinese, trasferendosi a Nanchino per vestire la maglia del Jiangsu Huatai per quattro stagioni, dal 2013 al 2016, per poi far ritorno alla natia Shanghai e aver sottoscritto un accordo biennale con il locale Shanghai Shengli.
Dalla stagione 2018 torna a Nanchino, dova gioca nella rebranded Jiangsu Suning conquistando nel 2019 il suo primo titolo, quello di campione della Cina.
Nel 2020 fa ritorno al Shanghai Shengli, che dopo una stagione e mezza, anche per iniziativa della Federcalcio cinese che promuove il trasferimento all'estero dei suoi giovani giocatori, nell'estate 2021 viene ceduta in prestito alle inglesi del Tottenham.
A disposizione del tecnico Rehanne Skinner, Tang fa il suo esordio in FA Women's Super League il 4 settembre 2021, alla 1ª giornata di campionato, dove al 53' rileva Kit Graham nella vittoria interna per 1-0 con il Birmingham City. Skinner, che nei primi incontri di Super League la fa partire sempre dalla panchina, il 13 ottobre decide di farla scendere in campo da titolare nel primo incontro della stagione di FA Women's League Cup, con Tang che sigla la sua prima rete "inglese" e quella che fissa il risultato nella vittoria con il Charlton Athletic diventando la seconda calciatrice cinese ad andare a rete in un campionato straniero dopo Wang Shuang (8 reti complessive con il Paris Saint-Germain nella stagione 2018-2019).
La stagione successiva si trasferisce al Madrid CFF, per indossare la maglia della squadra madrilena per la stagione entrante.

### Nazionale
Tang viene selezionata dalla Federcalcio cinese per indossare la maglia della formazione Under-17, chiamata dal tecnico federale Zhang Chonglai in occasione del Mondiale di Azerbaigian 2012. In quell'occasione viene impiegata in tutti i tre incontri del gruppo D, andando a rete nella prima partita del girone aprendo le marcature nella vittoria per 4-0 sulle pari età dell'Uruguay, condividendo con le compagne il percorso della propria nazionale che, dopo aver pareggiato 1-1 con la Germania, con la sconfitta per 2-0 con il Ghana chiude il girone al terzo posto con 4 punti, venendo eliminata dal torneo già alla fase a gironi.
Tra il 2013 e il 2014 matura 5 presenze con la Under-20, tre delle quali nel Mondiale di Canada 2014. Anche in quell'occasione viene impiegata in tutti i tre incontri disputati dalla sua nazionale che, inserita nel gruppo B, non riesce ad essere sufficientemente competitiva da superare il turno: la Cina benché in grado di pareggiare con Brasile (1-1) e Germania, dove Tang segna la rete del temporaneo 2-2 nell'incontro che termina con 5 reti per parte, perdendo 3-0 l'ultimo incontro con gli Stati Uniti è costretta ad abbandonare il torneo.
Sempre del 2014 è la sua prima convocazione nella nazionale maggiore, inserita nella rosa delle 20 ragazze in partenza per il Torneio Internacional de Brasília 2014, e debuttandovi il 10 dicembre, nell'incontro pareggiato 1-1 con gli Stati Uniti.
L'anno successivo il commissario tecnico Hao Wei decide di inserirla nella lista delle convocate per l'Algarve Cup 2015 e in seguito in quella delle 23 calciatrici in partenza per il Mondiale di Canada 2015. In quell'occasione viene impiegata in quattro dei cinque incontri disputati dalla sua nazionale, iniziando dai tre del gruppo A, dove con una vittoria, 1-0 con i Paesi Bassi, il pareggio per 2-2 con la Nuova Zelanda, e la sconfitta di misura, per 1-0, con le padrone di casa del Canada, chiude la fase a gironi al 2º posto guadagnando i passaggio del turno. Dopo aver saltato l'incontro degli ottavi di finale, vinti per 1-0 sul Camerun, Tang torna in campo nei quarti, dove la corsa della Cina viene interrotta dagli Stati Uniti che eliminano le asiatiche con il risultato di 1-0.
Per la sua prima rete deve aspettare il 24 gennaio 2017, dove firma la rete del parziale 3-0 nell'incontro vinto poi per 5-0 sull'Ucraina nell'edizione di quell'anno del torneo 4 nazioni.
L'allora commissario tecnico della nazionale Sigurður Ragnar Eyjólfsson decide di darle fiducia inserendola in rosa con la squadra che disputa la Coppa d'Asia di Giordania 2018. Qui condivide con le compagne il percorso che vede la sua nazionale affermarsi tra le migliori nazionali affiliate all'Asian Football Confederation; dopo aver agevolmente le avversarie nella fase a gironi, dove Tang segna la rete che fissa il risultato sull'8-1 con la Giordania, la Cina prima perde per 3-1 la semifinale con il Giappone ma, vincendo per 3-1 la finale per il 3º posto con la Thailandia, pur nel gradino più basso del podio riesce ad ottenere la qualificazione al Mondiale di Francia 2019.
Il nuovo ct Jia Xiuquan tuttavia non la inserirà nella lista delle convocate in partenza per la Francia, iniziando a convocarla per il torneo preolimpico AFC 2020 dove le nazionali asiatiche si scontrano per guadagnare uno dei due posti in palio per il torneo di calcio femminile delle Olimpiadi di Tokyo 2020. Impiegata dalla terza fase di qualificazione, Tang gioca tutti i tre incontri del gruppo B, andando a segno in ogni partita con 4 reti in totale, poi nei due dove la Cina affronta la Corea del Sud per l'accesso alle Olimpiadi. Nuovamente però il ct cinese decide di lasciarla fuori della lista delle convocate.

## Palmarès

### Club
- Campionato cinese: 1

Jiangsu Suning: 2019

### Nazionale
- Coppa d'Asia: 1

2022